# Glochidion submolle
Glochidion submolle är en emblikaväxtart som först beskrevs av Karl Moritz Schumann och Carl Karl Adolf Georg Lauterbach, och fick sitt nu gällande namn av Airy Shaw. Glochidion submolle ingår i släktet Glochidion och familjen emblikaväxter. Inga underarter finns listade i Catalogue of Life.